# Bruzelia tuberculata
Bruzelia tuberculata är en kräftdjursart som beskrevs av Georg Ossian Sars 1883. Bruzelia tuberculata ingår i släktet Bruzelia och familjen Synopiidae. Inga underarter finns listade i Catalogue of Life.